# Кеннеди, Алексис
Алексис Кеннеди (род. 1972) — британский сценарист компьютерных игр, геймдизайнер и предприниматель, наиболее известный работой над играми Fallen London, Sunless Sea и Cultist Simulator. Кеннеди был одним из основателей студии по разработке компьютерных игр Failbetter Games, где работал главным нарративным дизайнером и креативным директором; в 2017 году он покинул Failbetter Games и основал ещё одну студию Weather Factory. Он также сотрудничал с компаниями BioWare и Paradox Interactive как приглашенный сценарист.

## Карьера

### Failbetter Games
Кеннеди первоначально разрабатывал Fallen London – браузерную игру в жанре interactive fiction – в одиночку как собственный любительский проект; в январе 2010 года он вместе с несколькими друзьями основал студию Failbetter Games. Помимо поддержки Fallen London, Кеннеди был заинтересован и в создании других игр: в 2012 году он считал, что индустрия переживает «ренессанс» текстовых игр, и такие игры более востребованы, чем раньше. Он возлагал большие надежды на платформу StoryNexus – инструмент для создания «браузерных интерактивных историй», Fallen London рассматривалась как первый прототип такого рода и эксперимент по привлечению финансирования. Позже, однако, под руководством Кеннеди компания переориентировалась на создание графических, но по-прежнему ориентированных на повествование игр для персональных компьютеров и мобильных устройств – первой такой игрой стала Sunless Sea (2015); её действие происходит в той же вселенной, что и Fallen London. В начале 2016 года Кеннеди создал фонд Fundbetter – через него компания Failbetter финансировала многообещающие инди-проекты в жанре interactive fiction и игры с сильной сюжетной составляющей. По состоянию на май 2016 года Fundbetter объявил о пяти финансируемых проектах. Этот фонд был закрыт в 2018 году, уже после ухода Кеннеди из Failbetter Games.
В июне 2016 года Кеннеди объявил, что покидает собственную студию — управленческая работа во главе Failbetter Games стала для него слишком обременительной, и он хотел заняться более творческими проектами как фрилансер-одиночка. Хотя Кеннеди владел большей частью Failbetter Games – 60% – он продал эту свою долю не за 60% всей стоимости компании, а лишь за 60% от имеющихся у нее денежных средств, так, чтобы Failbetter Games могла продолжать свою деятельность. Несмотря на уход из Failbetter Games, Кеннеди продолжал поддерживать контакты со своей старой командой и интересовался её делами; его потрясли низкие продажи Sunless Skies — продолжения Sunless Sea, разработанного уже без его участия. 

### Работа в качестве фрилансера
В августе 2016 года Кеннеди начал работу над дополнением для стратегической компьютерной игры Stellaris, разработанной Paradox Interactive. Это бесплатное для владельцев игры дополнение под названием Horizon Signal описывалось как «интерактивный рассказ в жанре космических ужасов»; Paradox Interactive добавила его в игру с очередным патчем 1.4. В сентябре Кеннеди объявил, что он работает вместе с командой Dragon Age в BioWare над необъявленным проектом. Кеннеди также сотрудничал со студией Telltale Games над неким другим, также необъявленным проектом.

### Weather Factory
В 2017 году Кеннеди вместе с Лотти Беван, бывшим продюсером Failbetter, основал новую студию Weather Factory по разработке экспериментальных компьютерных игр. Первая игра от этой студии – Cultist Simulator – была выпущена в 2018 году; её разработка была профинансирована с помощью краудфандинговой компании на сайте Kickstarter, причём все запрошенные студией средства были собраны за один день. Cultist Simulator была номинирована на премию Британской Академии в области видеоигр в номинациях «Лучшая дебютная игра» и «Инновация в компьютерных играх». В феврале 2019 года Кеннеди сообщил, что продажи Cultist Simulator составили более 1,76 миллиона долларов. В 2019 году Кеннеди объявил о работе над игрой Book of Hours; её действие должно происходить в той же вселенной, что и Cultist Simulator.

## Личная жизнь
Алексис Кеннеди родился в Западной Германии, но его детство прошло в переездах по разным странам Европы — Англии, Уэльсе, Польше и Испании. Его отец, летчик ВВС Великобритании Хью Питер Колди Кеннеди, разбился на самолёте в Северном море, когда Алексису не было и двух лет. Старший брат Алексиса, тоже Хью, страдал от душевной болезни и дважды сбегал из психиатрических лечебниц, куда его помещали; в 1996 году он покончил с собой, бросившись под поезд. Алексис находил успокоение в оставшихся от отца книгах, прежде всего фантастике и фэнтези. До прихода в индустрию компьютерных игр Алексис Кеннеди работал в области ИТ-консалтинга, но работа ему не нравилась, и, когда у него родился первый ребёнок, взял на работе полугодовой неоплачиваемый отпуск, во время которого занялся разработкой своей первой игры — «этой был мой последний шанс не проработать ИТ-консультантом всю свою оставшуюся жизнь».

### Обвинения в харрасменте
В августе 2019 года Мег Джаянт, работавшая над Sunless Sea как сценаристка, и Оливия Вуд, также сценаристка в Failbetter Games, обвинили Алексиса Кеннеди в нарушении «профессиональных границ» с несколькими женщинами, включая непосредственных подчиненных в период его работы в этой студии. Эти обвинения прозвучали на волне многих подобных скандалов в индустрии компьютерных игр, центром которых становились другие знаменитые разработчики, как композитор Джереми Соул или программист Алек Холовка. Джаянт утверждала, что Кеннеди имел привычку «дружить» с молодыми сотрудницами, только что пришедшими в индустрию и, пользуясь более высоким положением в компании, профессиональным и социальным статусом, «эксплуатировать их сексуально и профессионально». Вуд заявляла, что у неё на протяжении двух лет были с Кеннеди отношения, которые им приходилось скрывать от коллег; что Кеннеди заводил и другие романы на рабочем месте — в том числе изменял ей с другой коллегой во время корпоративной вечеринки по случаю Хэллоуина — и что дурно обращался с ней как начальник после того, как они расстались. Кеннеди и его партнёрша по Weather Factory Лотти Беван отвергли обвинения, назвав их «злонамеренным искажением фактов» и заявив, что подали заявление в полицию. В ответ на обвинения три из пяти проектов, участвовавших в программе наставничества Weather Factory, вышли из нее.

## Игры
- Fallen London[англ.], 2009 (первоначальный разработчик, ведущий сценарист)
- Machine Cares!, 2012 (креативный директор)
- Dragon Age: The Last Court, 2014 (креативный директор)
- Sunless Sea, 2015 (креативный директор, ведущий сценарист)
- Horizon Signal, дополнение для Stellaris, 2017 (сценарист, дизайнер)
- Cultist Simulator, 2018 (дизайнер, сценарист, программист)
- Sunless Skies, 2019 (концепция)
- Book of Hours, 2023